# Romario Williams
Romario Williams est un footballeur international jamaïcain, né le 15 août 1994 à Portmore. Il joue au poste d'attaquant à l'Eleven d'Indy.

## Biographie

### Jeunesse et formation
Issu d'une famille d'amateurs de football, le père de Romario Williams le prénomme ainsi en l'honneur de Romário, attaquant mythique de l'équipe du Brésil. Il tape dans un ballon rond dès son plus jeune âge et débute en club à l'âge de 7 ans. C'est avec le Kingston College dans le championnat scolaire national que la pratique du football devient sérieuse pour lui. Il intègre l'équipe de Jamaïque des moins de 17 ans et se fait remarquer au plus haut niveau mondial.
Romario Williams rejoint alors l'université du centre de la Floride et son équipe de soccer, les Knights de l'UCF en NCAA. Buteur au talent reconnu, il est élu meilleur joueur de l'American Athletic Conference en 2013 et est choisi à l'unanimité dans la meilleure équipe de cette même conférence l'année suivante. Lors de son année junior, en plus des compétitions universitaires, il joue régulièrement en championnat amateur avec le Orlando City U-23 en PDL.

### Parcours en club
Il anticipe son passage en pro et signe un contrat Génération Adidas avec la MLS et est repêché en troisième position de la MLS SuperDraft 2015 par l’Impact de Montréal.
En concurrence avec Anthony Jackson-Hamel, Cameron Porter et Michael Salazar pour la place de doublure de Didier Drogba avec l'Impact en 2016, il est finalement prêté en USL au Battery de Charleston le 18 mars 2016. Il dispute trente matchs et inscrit dix buts avec l'équipe de Caroline du Nord.
Dès le premier jour de l'après-saison 2016, le 11 décembre, il est échangé au Atlanta United FC en échangé d'un choix conditionnel de troisième ronde au repêchage universitaire de 2018. Cependant, après avoir passé le camp préparatoire avec Atlanta, il est prêté jusqu'à la fin de la saison 2017 au Battery de Charleston le 2 mars 2017.
Peu après l'annonce du retour professionnel du Miami FC en USL Championship, Romario Williams est la première recrue du club en vue de la saison 2020.
Le 5 janvier 2023, les Switchbacks de Colorado Springs annoncent la signature de l'international jamaïcain pour la saison 2023.

### Parcours en sélection
Il participe à la Coupe du monde des moins de 17 ans 2011 avec la sélection jamaïcaine. Lors du mondial organisé au Mexique, il joue trois matchs : contre le Japon, l'Argentine, et la France.
Il réalise ses débuts avec la sélection senior le 13 novembre 2016 contre le Suriname (victoire 1-0) au stade national de Kingston lors des éliminatoires de la Coupe caribéenne des nations 2017.

## Palmarès

### En club
Atlanta United
- Vainqueur de la Coupe MLS en 2018

### En sélection
Jamaïque
- Finaliste de la Gold Cup en 2017